# Frauenfeld
Frauenfeld je grad u Švicarskoj i glavni grad kantona Thurgau.

## Gradske četvrti
- Vorstadt
- Ergaten-Talbach
- Kurzdorf
- Langdorf TG
- Herten-Bannhalde
- Huben TG
- Gerlikon
- Erzenholz-Horgenbach-Osterhalden

## Sport
- FC Frauenfeld, nogometni klub

## Poznati
Ovdje ulaze osobe koje su rođene i/ili su djelovale u Frauenfeldu.

### Športaši
- Pascal Zuberbühler (* 1971.), nogometaš

## Vanjske poveznice
- Službena stranica grada Frauenfelda

- Gradsko poglavarstvo